# سیارک ۸۶۰۴
سیارک ۸۶۰۴ (به انگلیسی: 8604 Vanier، نامگذاری:1929PK)۸۶۰۴مین سیارک کشف شده‌است که در ۱۲ اوت ۱۹۲۹ کشف شد.